# Nysted-Vantore Sogn

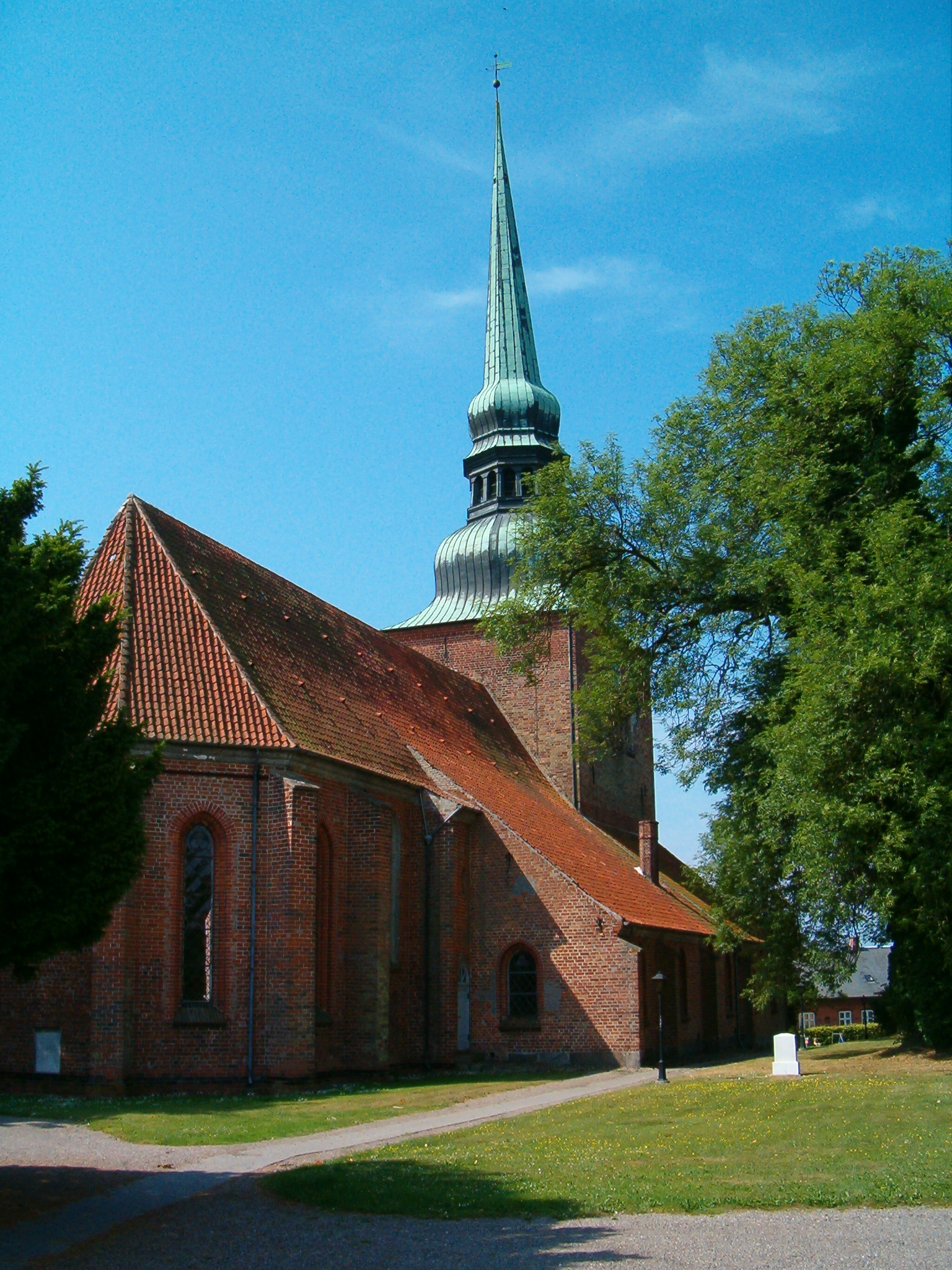
Nysted Kirke

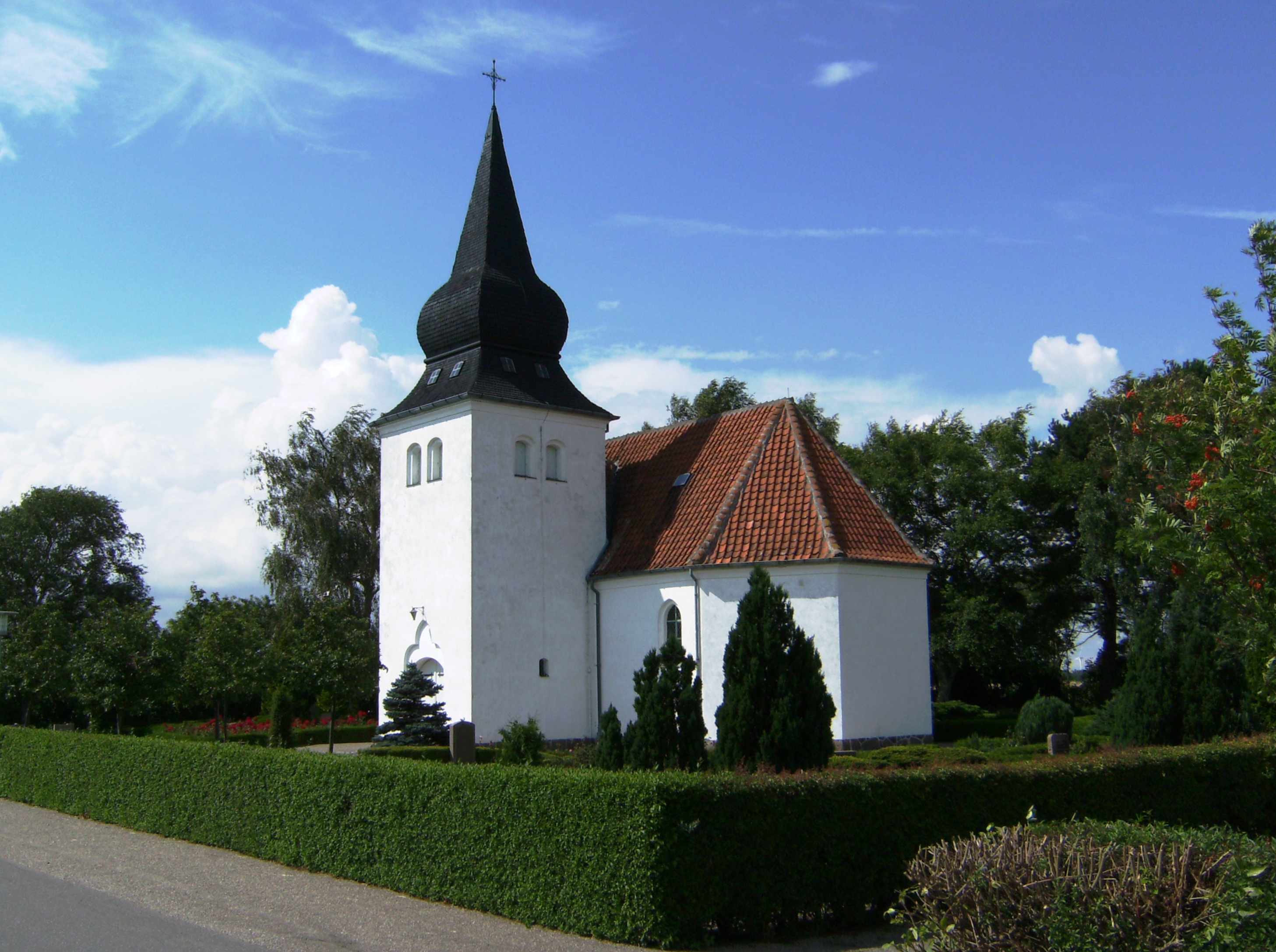
Vantore Kirke

Nysted-Vantore Sogn  ist eine Kirchspielsgemeinde (dän.: Sogn) auf der Insel Lolland im südlichen Dänemark.
Bis 1970 gehörte sie zur Harde Musse Herred im damaligen Maribo Amt, danach zur Nysted Kommune im Storstrøms Amt, die im Zuge der  Kommunalreform zum 1. Januar 2007 in der Guldborgsund Kommune in der Region Sjælland aufgegangen ist. Nysted-Vantore Sogn entstand am 29. November 2020 durch Zusammenlegung der vorher bestehenden Kirchspiele Nysted Sogn und Vantore Sogn.
Im Kirchspiel lebten am 1. Januar 2023 1.581 Einwohner, davon 1.284 im Kirchdorf Nysted. Im Kirchspiel liegen die Kirchen „Nysted Kirke“ und „Vantore Kirke“.
Nachbargemeinden sind im Westen Herritslev Sogn, im Nordwesten Bregninge Sogn und im Norden Kettinge Sogn.